# Noemi Rüsch
Noemi Rüsch (1994) è un'ex sciatrice alpina svizzera.

## Biografia
Attiva in gare FIS dal dicembre del 2009, la Rüsch ha esordito in Coppa Europa il 6 gennaio 2014 a Zinal in slalom gigante (28ª); tale piazzamento sarebbe rimasto il suo migliore nel circuito. Si è ritirata al termine della stagione 2017-2018 e la sua ultima gara è stata uno slalom speciale FIS disputato a Samnaun l'11 aprile, chiuso dalla Rüsch al 30º posto; non ha debuttato in Coppa del Mondo né preso parte a rassegne olimpiche o iridate.

## Palmarès

### Coppa Europa
- Miglior piazzamento in classifica generale: 183ª nel 2014

### Campionati svizzeri
- 1 medaglia:
  - 1 oro (slalom gigante nel 2013)